# Synagogue Shalom Al Yisrael
La synagogue « Shalom Al Yisrael » (litt. « synagogue "Paix sur Israël" ») est une synagogue datant de la fin du VIe siècle ou du début du VIIe siècle et découverte à Jéricho en 1936.

## Historique
Cette synagogue, qui date de l'époque byzantine, est mise au jour lors de fouilles réalisées en 1936 par Dimitri Baramki (en) du département des Antiquités (en) du mandat britannique de Palestine. Une famille arabe fait construire une maison sur le plancher en mosaïque de la synagogue et fait payer les visites.
Le plancher en mosaïque comporte des symboles juifs tels que l'Arche d'alliance, la menorah, le chophar et le loulav. Il comprend aussi une inscription en hébreu, « Paix sur Israël » (שלום על ישראל), qui a donné son nom à la mosaïque.
Après la guerre des Six Jours, le site passe sous contrôle des Forces de défense d'Israël et demeure sous la responsabilité administrative des propriétaires, la famille Shahwan. Des touristes et des Juifs se rendent alors régulièrement dans cette synagogue pour y prier. En 1987, les autorités israéliennes confisquent la mosaïque, la maison et une partie de la ferme avoisinante. Elles proposent un dédommagement à la famille Shahwan, qui le refuse. À la suite des accords d'Oslo, le contrôle du site est donné à l'Autorité palestinienne, qui déploie une force spéciale de sécurité pour le protéger. Les accords prévoient aussi la gratuité de l'accès au site.
Au début de la Seconde intifada, la synagogue devient un lieu de conflit. Dans la nuit du 12 octobre 2000, des vandales pénètrent, profanent et incendient l'édifice, endommageant aussi la maison privée construite sur le sol en mosaïque. Les dégâts sont réparés plus tard par l'Autorité palestinienne. Les rouleaux de la Torah sont sauvés de l'incendie et sont transférés à Mevo'ot Yericho (en).
En 2005, un groupe d'Israéliens peut visiter la synagogue après sa réparation par la municipalité de Jéricho. À l'origine, les Forces de défense d'Israël garantissent l'accès au site pour la prière le premier jour de chaque mois du calendrier hébraïque. Depuis juin 2007, les offices de prière y sont autorisés une fois par semaine.
Une réplique de la mosaïque se trouve dans le hall d'entrée de l'ambassade d'Israël en France à Paris.

## Images

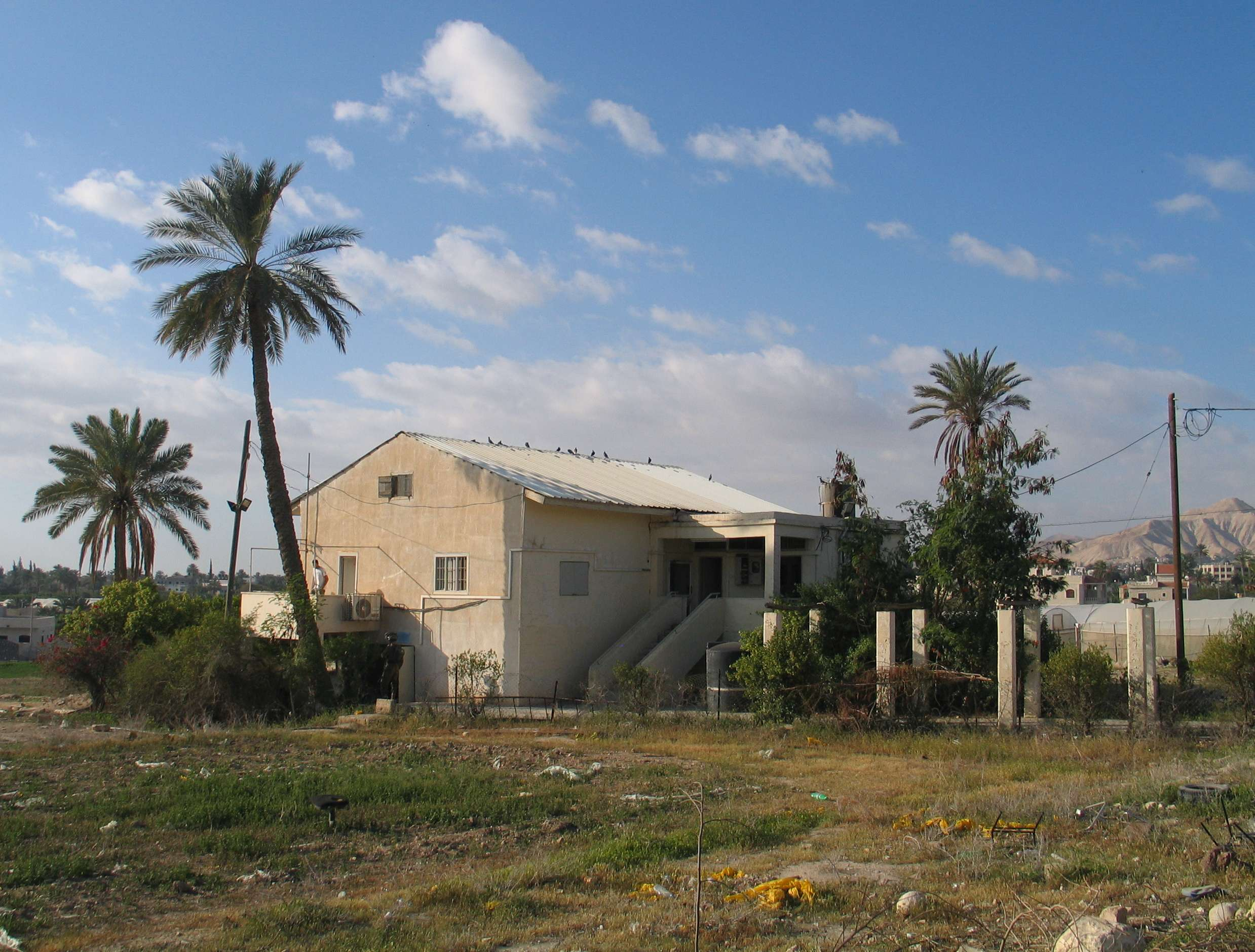
La maison construite sur le plancher de mosaïque
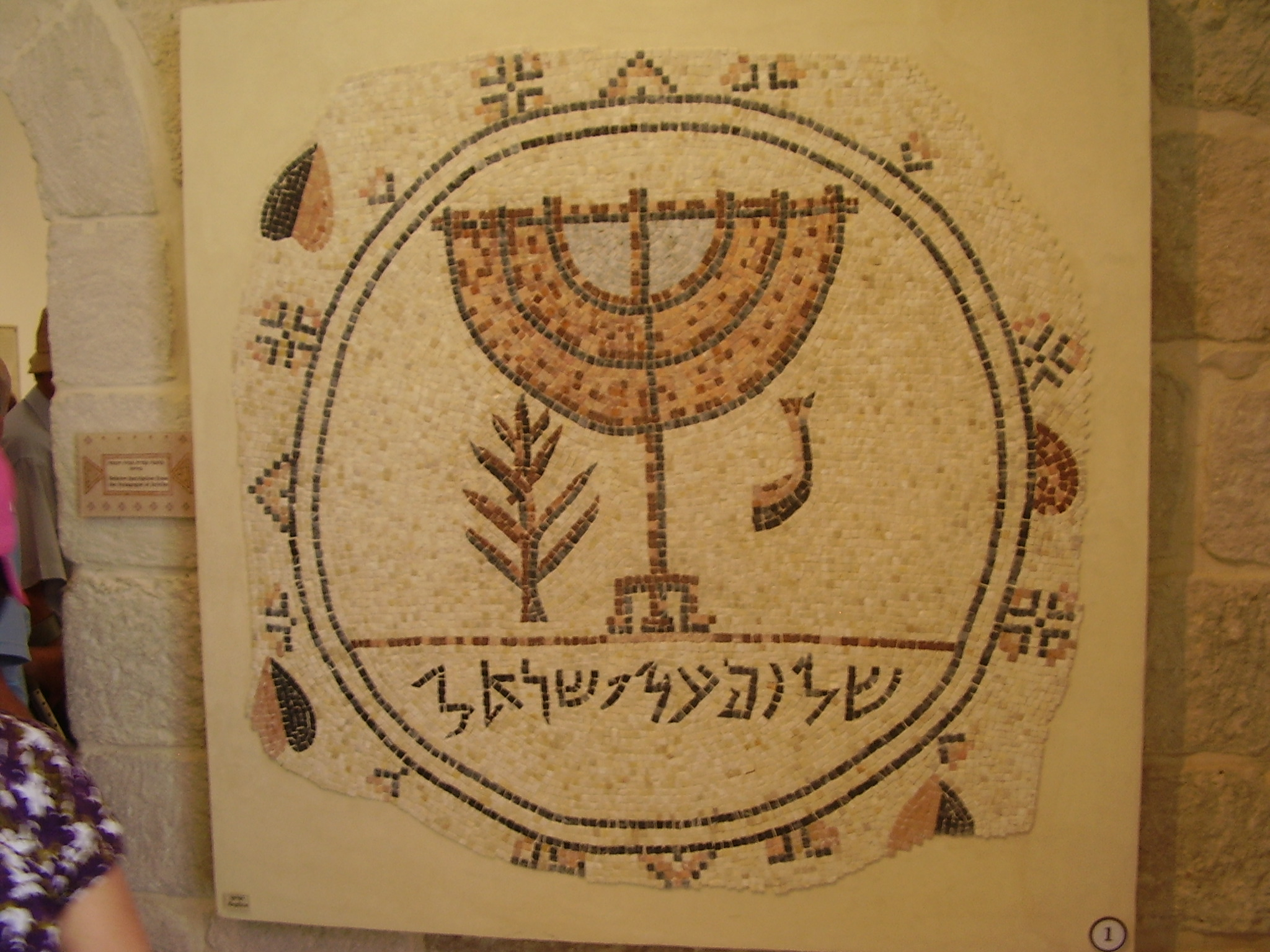
La menorah de la mosaïque